# Петровское (Воскресенский район)
Петро́вское — село в Воскресенском муниципальном районе Московской области. Входит в состав сельского поселения Фединское. Население — 146 чел. (2010).

## География
Село Петровское расположено в юго-западной части Воскресенского района, примерно в 5 км к западу от города Воскресенска. Высота над уровнем моря 150 м. В 3 км к востоку от села протекает река Москва. В селе 9 улиц. Ближайший населённый пункт — деревня Городище.

## История
В 1926 году село являлось центром Петровского сельсовета Спасской волости Бронницкого уезда Московской губернии, имелась школа.
С 1929 года — населённый пункт в составе Воскресенского района Коломенского округа Московской области, с 1930-го, в связи с упразднением округа, — в составе Воскресенского района Московской области.
До муниципальной реформы 2006 года Петровское входило в состав Гостиловского сельского округа Воскресенского района.

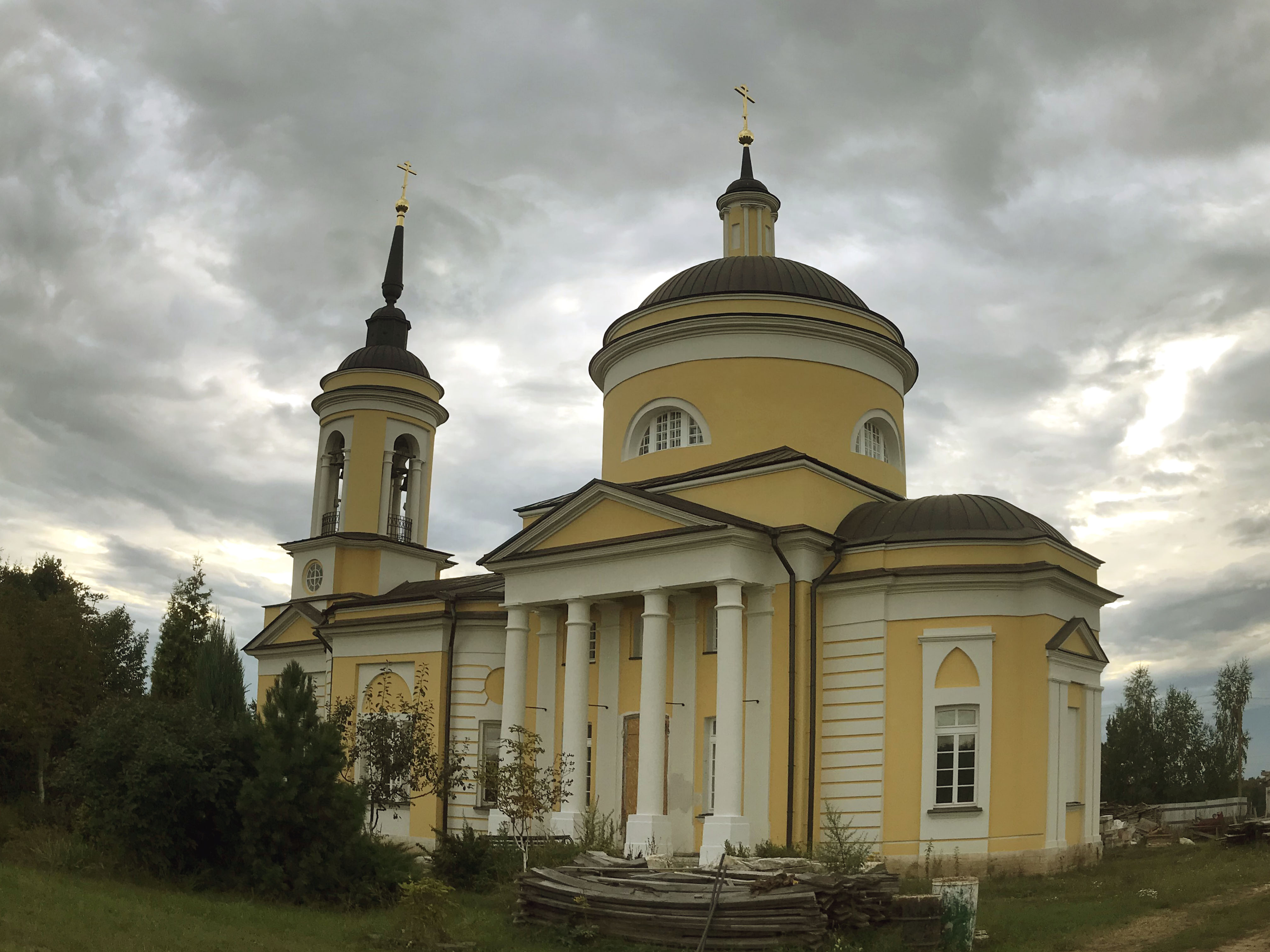
Церковь Ильи Пророка после реставрации в 2021 году.

В 1812 году в селе была основана церковь, построенная на деньги вдовы майора А. И. Даудовой и служила усадебным храмом. Вероятно, что в связи с тем, что в 1812 году начала война, престолы храма освящены в память считающихся в Православии небесных заступников России: главный престол — в честь пророка Ильи, в два других — в честь святого князя Александра Невского и в честь Казанской иконы Божией Матери. Храм выстроен в стиле зрелого классицизма из кирпича, оштукатурен. Некоторые элементы выполнены из белого камня. Здание состоит из четверика храма, который завершен купольной ротондой. В обхеме церкви также имеется трапезная и колокольня в два яруса. Четверик церкви обработан портиками, трапезная и алтарь — креповками и филёнками.

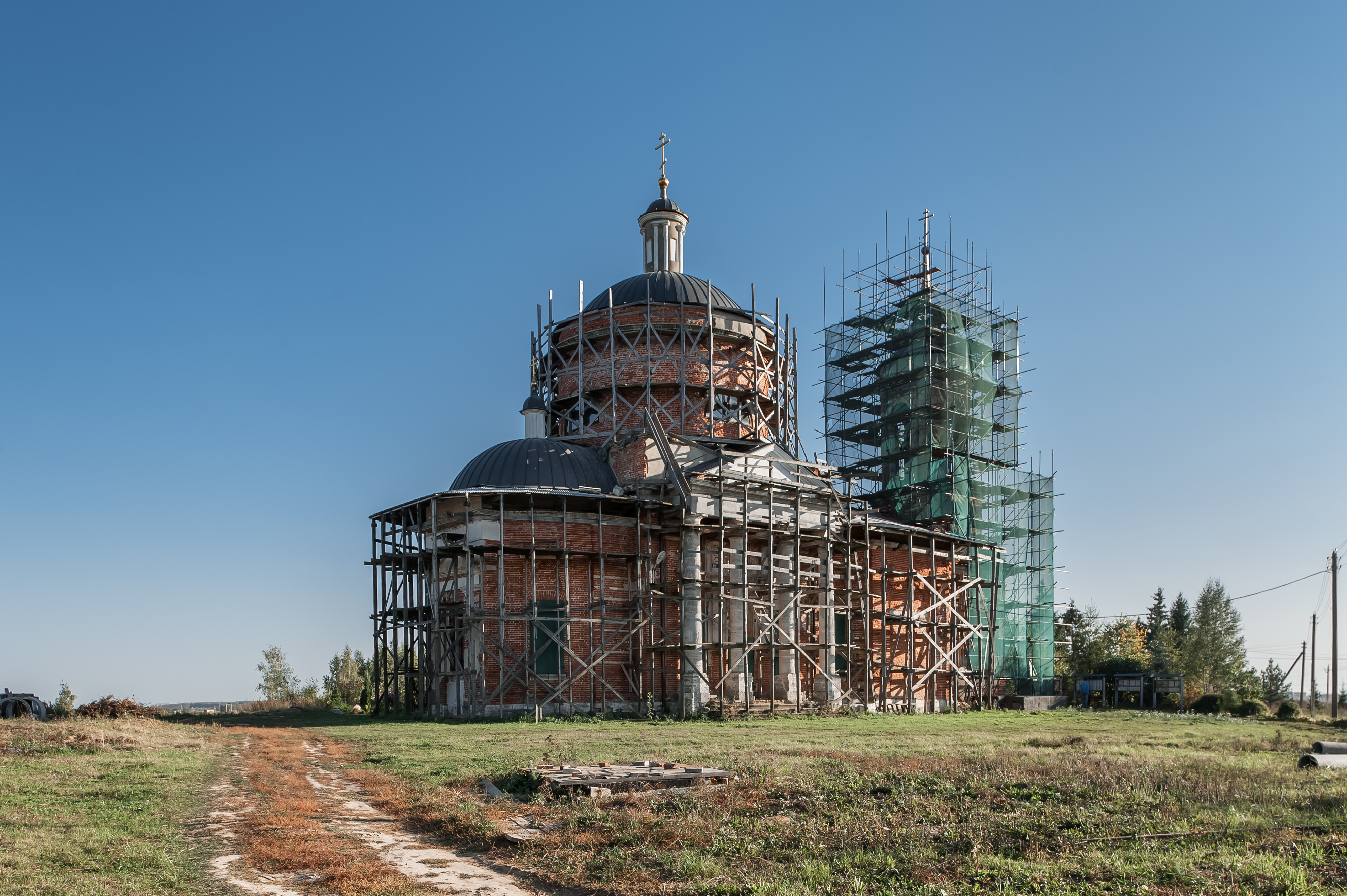
Реставрация храма в 2015 году

Церковь функционировала до 1930-х годов, когда была закрыта. На проятжении длительного времени пребывала в руинированном виде, к 1998 году передан в ведение РПЦ, к 2021 году практически полностью реставрирована. В настоящее время в церкви ведутся богослужения, при церкви функционирует воскресная школа.

## Население
В 1926 году в селе проживало 664 человека (281 мужчина, 383 женщины), насчитывалось 148 хозяйств, из которых 144 было крестьянских. По переписи 2002 года — 101 человек (46 мужчин, 55 женщин).
| 1926 | 2002 | 2010 |
| ---- | ---- | ---- |
| 664  | ↘101 | ↗146 |